# نونا گاپرینداشویلی
نُنا گاپْرینْداشْویلی (به گرجی: ნონა გაფრინდაშვილი) (متولد ۳ مهٔ ۱۹۴۱ در زوگدیدی) بازیکن شطرنج گرجی است. او ششمین قهرمان مسابقات جهانی شطرنج زنان (۱۹۶۲ تا ۱۹۷۸) و نخستین استادبزرگ شطرنج زن جهان است.